# Arturo Brizio Carter
Arturo Brizio Carter (Mexikóváros, 1956. március 9.) mexikói nemzetközi labdarúgó-játékvezető.

## Pályafutása

### Nemzeti játékvezetés
A küldési gyakorlat szerint rendszeres partbírói, majd 4. bírói szolgálatot is végzett. 1983-ban lett az I. Liga játékvezetője. A nemzeti játékvezetéstől 1998-ban vonult vissza.

### Nemzetközi játékvezetés
A Mexikói labdarúgó-szövetség Játékvezető Bizottsága (JB) terjesztette fel nemzetközi játékvezetőnek, a Nemzetközi Labdarúgó-szövetség (FIFA) 1985-től tartotta nyilván bírói keretében. A FIFA JB központi nyelvei közül a spanyolt beszéli. Több nemzetek közötti válogatott és klubmérkőzést vezetett, vagy működő társának partbíróként, 4. bíróként segített. A mexikói nemzetközi játékvezetők rangsorában, a világbajnokság sorrendjében a 2. helyet foglalja el 6 találkozó szolgálatával. 1998-ban fejezte be az aktív játékvezetést.

#### Labdarúgó-világbajnokság

##### U16-os labdarúgó-világbajnokság
Kanada rendezte a 2., az 1987-es U16-os labdarúgó-világbajnokságot, ahol a FIFA JB bemutatta a nemzetközi résztvevőknek.
| Időpont          | Helyszín                     | Mérkőzés típusa              | Mérkőzés                     | Eredmény | Nézők száma |
| ---------------- | ---------------------------- | ---------------------------- | ---------------------------- | -------- | ----------- |
| 1987. július 12. | Városi Stadion, Toronto      | csoportmérkőzés (A. csoport) | Olaszország–Kanada           | 3 : 0    | 13 500      |
| 1987. július 22. | Központi Stadion, St. John's | egyik elődöntő               | Elefántcsontpart–Szovjetunió | 1 : 5    | 2 500       |

---

##### U20-as labdarúgó-világbajnokság
Szaúd-Arábia rendezte a 7., az 1989-es ifjúsági labdarúgó-világbajnokságot, ahol a FIFA JB hivatalnokként foglalkoztatta.

###### 1989-es ifjúsági labdarúgó-világbajnokság
| Időpont           | Helyszín                              | Mérkőzés típusa              | Mérkőzés              | Eredmény | Nézők száma |
| ----------------- | ------------------------------------- | ---------------------------- | --------------------- | -------- | ----------- |
| 1989. február 22. | Fáhd Király Nemzetközi Stadion, Rijád | csoportmérkőzés (A. csoport) | Nigéria–Csehszlovákia | 1 : 1    | 8 000       |

---
Négy világbajnoki döntőhöz vezető úton Olaszországba a XIV., az 1990-es labdarúgó-világbajnokságra, Amerikai Egyesült Államokba a XV., az 1994-es labdarúgó-világbajnokságra, Franciaországba a XVI., az 1998-as labdarúgó-világbajnokságra valamint Dél-Koreába és Japánba a XVII., a 2002-es labdarúgó-világbajnokságra a FIFA JB bíróként alkalmazta. Selejtező mérkőzéseket az CONCACAF, a CONMEBOL valamint az AFC zónákban vezetett. A világon, vele együtt 6 világbajnoki mérkőzést csak öt játékvezető teljesíthetett: Ivan Eklind (1934,- 1938,- 1950), Arthur Ellis (1950,- 1954,- 1958), Dzsamál as-Saríf (1986.- 1990,- 1994), Nyikolaj Gavrilovics Latisev (1958,- 1962) és Gamál al-Gandúr (1998,- 2002). A világbajnokságok történetében az egyik legvéresebb kezű játékvezető volt, 7 piros (!) és 6 sárga lapot osztott ki az általa vezetett találkozókon. Világbajnokságokon vezetett mérkőzéseinek száma: 6.

##### 1990-es labdarúgó-világbajnokság

###### Selejtező mérkőzés
| Időpont             | Helyszín                         | Mérkőzés típusa               | Mérkőzés                     | Eredmény | Nézők száma |
| ------------------- | -------------------------------- | ----------------------------- | ---------------------------- | -------- | ----------- |
| 1988. október 30.   | Városi Stadion, Port of Spain    | CONCACAF zóna (2. forduló)    | Trinidad és Tobago–Honduras  | 0 : 0    |             |
| 1989. június 25.    | Központi Stadion, San Salvador   | CONCACAF zóna (döntő csoport) | El Salvador–Costa Rica       | 2 : 4    | 40 000      |
| 1989. augusztus 20. | Központi Stadion, Guatemalaváros | CONCACAF zóna (döntő csoport) | Guatemala–Trinidad és Tobago | 0 : 1    |             |

##### 1994-es labdarúgó-világbajnokság

###### Selejtező mérkőzés
| Időpont           | Helyszín                  | Mérkőzés típusa              | Mérkőzés          | Eredmény | Nézők száma |
| ----------------- | ------------------------- | ---------------------------- | ----------------- | -------- | ----------- |
| 1992. október 14. | Wembley Stadion, London   | csoportmérkőzés (2. csoport) | Anglia–Norvégia   | 1 : 1    | 51 441      |
| 1993. július 31.  | Központ Stadion, Edmonton | rájátszás első mérkőzés      | Kanada–Ausztrália | 2 : 1    |             |

###### Világbajnoki mérkőzés
| Időpont          | Helyszín                        | Mérkőzés típusa              | Mérkőzés            | Eredmény | Nézők száma |
| ---------------- | ------------------------------- | ---------------------------- | ------------------- | -------- | ----------- |
| 1994. június 17. | Marcel Saupin Stadion, Nantes   | csoportmérkőzés (C. csoport) | Németország–Bolívia | 1 : 0    | 63 000      |
| 1994. június 24. | Stanford Stadion, San Francisco | csoportmérkőzés (B. csoport) | Brazília–Kamerun    | 3 : 0    | 85 000      |
| 1994. július 5.  | Foxboro Stadion, Boston         | egyik nyolcaddöntő           | Olaszország–Nigéria | 2 : 1    | 54 000      |

##### 1998-as labdarúgó-világbajnokság

###### Selejtező mérkőzés
| Időpont            | Helyszín                       | Mérkőzés típusa             | Mérkőzés                    | Eredmény | Nézők száma |
| ------------------ | ------------------------------ | --------------------------- | --------------------------- | -------- | ----------- |
| 1996. június 15.   | Városi Stadion, Santo Domingo  | CONCACAF zóna (B. csopoprt) | Dominika–Trinidad és Tobago | 1 : 4    |             |
| 1996. november 10. | Központi Stadion, Richmond     | CONCACAF zóna (1. csoport)  | Amerika–Trinidad és Tobago  | 2 : 0    |             |
| 1996. december 15. | Központi Stadion, San Salvador | CONCACAF zóna (2. csoport)  | El Salvador–Kanada          | 0 : 2    |             |
| 1997. július 20.   | Hernando Siles Stadion, La Paz | CONMEBOL zóna (14. forduló) | Bolívia–Uruguay             | 1 : 0    | 27 874      |
| 1997. október 24.  | Nemzeti Stadion, Riyadh        | AFC zóna (A. csoport)       | Szaúd-Arábia–Irán           | 1 : 0    |             |

###### Világbajnoki mérkőzés
| Időpont          | Helyszín                     | Mérkőzés típusa              | Mérkőzés                   | Eredmény | Nézők száma |
| ---------------- | ---------------------------- | ---------------------------- | -------------------------- | -------- | ----------- |
| 1998. június 18. | Francia Stadion, Párizs      | csoportmérkőzés (C. csoport) | Franciaország–Szaúd-Arábia | 4 : 0    | 75 000      |
| 1998. június 26. | Felix Bollaert Stadion, Lens | csoportmérkőzés (G. csoport) | Anglia–Kolumbia            | 0 : 2    | 40 000      |
| 1998. július 4.  | Vélodrome Stadion, Marseille | egyik negyeddöntő            | Hollandia–Argentína        | 2 : 1    | 55 000      |

##### 2002-es labdarúgó-világbajnokság

###### Selejtező mérkőzés
| Időpont             | Helyszín                   | Mérkőzés típusa | Mérkőzés            | Eredmény | Nézők száma |
| ------------------- | -------------------------- | --------------- | ------------------- | -------- | ----------- |
| 2000. szeptember 3. | Központi Stadion, San José | CONCACAF zóna   | Costa Rica–Barbados | 3 : 0    |             |

#### Olimpiai játékok
Az 1992. évi nyári olimpiai játékok labdarúgó tornáján a FIFA JB bírói szolgálatra alkalmazta. Az 1994-es labdarúgó-világbajnokság előtti, önálló asszisztensi szolgálat főpróbája volt.

##### 1992. évi nyári olimpiai játékok
| Időpont            | Helyszín                         | Mérkőzés típusa              | Mérkőzés              | Eredmény | Nézők száma |
| ------------------ | -------------------------------- | ---------------------------- | --------------------- | -------- | ----------- |
| 1992. július 27.   | Nova Creu Alta Stadion, Sabadell | csoportmérkőzés (B. csoport) | Kolumbia–Katar        | 1 : 1    | 2000        |
| 1992. július 29.   | Sarrià Stadion, Barcelona        | csoportmérkőzés (A. csoport) | Olaszország–Kuvait    | 1 : 0    | 8 000       |
| 1992. augusztus 2. | Camp Nou Stadion, Barcelona      | egyik negyeddöntő            | Svédország–Ausztrália | 1 : 2    | 30 000      |
| 1992. augusztus 5. | Luis Casanova Stadion, Valencia  | egyik elődöntő               | Spanyolország–Ghána   | 0 : 3    | 15 000      |

#### CONCACAF-aranykupa
Az Amerikai Egyesült Államok volt a házigazdája az 1., az 1991-es CONCACAF-aranykupának illetve a 4., az 1998-as CONCACAF-aranykupának, a 2., az 1993-as CONCACAF-aranykupaának Amerika és Mexikó együtt adott otthont, ahol a CONCACAF JB bírói szolgálattal bízta meg.

##### 1991-es CONCACAF-aranykupa

###### CONCACAF-aranykupa mérkőzés
| Időpont         | Helyszín                               | Mérkőzés típusa              | Mérkőzés                    | Eredmény | Nézők száma |
| --------------- | -------------------------------------- | ---------------------------- | --------------------------- | -------- | ----------- |
| 1991. július 3. | Memorial Coliseum Stadion, Los Angeles | csoportmérkőzés (B. csoport) | Egyesült Államok–Costa Rica | 3 : 2    | 36 703      |
| 1991. július 7. | Memorial Coliseum Stadion, Los Angeles | döntő                        | Egyesült Államok–Honduras   | 0 : 0    | 39 873      |

##### 1993-as CONCACAF-aranykupa

###### CONCACAF-aranykupa mérkőzés
| Időpont          | Helyszín                    | Mérkőzés típusa        | Mérkőzés         | Eredmény | Nézők száma |
| ---------------- | --------------------------- | ---------------------- | ---------------- | -------- | ----------- |
| 1993. július 14. | Cotton Bowl Stadion, Dallas | selejtező (A. csoport) | Jamaica–Honduras | 3 : 1    | 13 771      |

##### 1998-as CONCACAF-aranykupa

###### CONCACAF-aranykupa mérkőzés
| Időpont          | Helyszín                               | Mérkőzés típusa              | Mérkőzés          | Eredmény | Nézők száma |
| ---------------- | -------------------------------------- | ---------------------------- | ----------------- | -------- | ----------- |
| 1998. február 4. | Coliseum Stadion, Oakland              | csoportmérkőzés (C. csoport) | Costa Rica–Kuba   | 7 : 2    | 17 256      |
| 1998. február 8. | Memorial Coliseum Stadion, Los Angeles | csoportmérkőzés (A. csoport) | Jamaica–Guatemala | 3 : 2    | 55 017      |

#### Copa América
A torna döntőjéhez vezető úton az 1993-as Copa América a 36. kiírás a házigazdája Ecuador, az 1995-ös Copa América a 37. kiírás házigazdája Bolívia volt, amely a Dél-amerikai válogatottak első számú tornája. A CONMEBOL JB játékvezetőként foglalkoztatta.

##### 1993-as Copa América

###### Copa América mérkőzés
| Időpont          | Helyszín                                  | Mérkőzés típusa              | Mérkőzés          | Eredmény | Nézők száma |
| ---------------- | ----------------------------------------- | ---------------------------- | ----------------- | -------- | ----------- |
| 1993. június 18. | Alejandro Serrano Aguilar Stadion, Cuenca | csoportmérkőzés (B. csoport) | Brazília–Peru     | 0 : 0    | 20 000      |
| 1993. június 24. | Alejandro Serrano Aguilar Stadion, Cuenca | csoportmérkőzés (B. csoport) | Brazília–Paraguay | 3 : 0    | 20 000      |

##### 1995-ös Copa América

###### Copa América mérkőzés
| Időpont          | Helyszín                         | Mérkőzés típusa              | Mérkőzés         | Eredmény | Nézők száma |
| ---------------- | -------------------------------- | ---------------------------- | ---------------- | -------- | ----------- |
| 1995. július 11. | Parque Artigas Stadion, Paysandú | csoportmérkőzés (C. csoport) | Argentína–Chile  | 4 : 0    | 16 000      |
| 1995. július 22. | Centenario Stadion, Montevideo   | döntő                        | Uruguay–Brazília | 1 : 1    | 60 000      |

#### UNCAF-nemzetek kupája
Az UNCAF-nemzetek kupája, avagy a közép-amerikai nemzetek kupája 1993-ban második alkalommal került kiírásra, ahol egy csoportmérkőzést, a Honduras–Salvador (3:0) találkozón lehetett vezető bíró.

## Sportvezetőként
1998-ban az aktív pályafutását követően azonnal a FIFA alkalmazásába került.

## Sikerei, díjai
Az IFFHS (International Federation of Football History & Statistics) 1987-2011 évadokról tartott nemzetközi szavazásán 151, játékvezető besorolásával minden idők 32, legjobb bírójának rangsorolta, holtversenyben Javier Castrilli, Valentyin Valentyinovics Ivanov társaságában. A 2008-as szavazáshoz képest 8 pozíciót előbbre lépett.